# Bessans
Bessans è un comune francese di 357 abitanti situato nel dipartimento della Savoia della regione dell'Alvernia-Rodano-Alpi.
Si trova nella Maurienne (o valle dell'Arc) a 1.750 m s.l.m.
È un'importante stazione di sport invernali.
Vi è stato girato il film di Nicolas Vanier Belle et Sebastien, del 2013.

## Società

### Evoluzione demografica
Abitanti censiti